# Protilemoides
Protilemoides is een kevergeslacht uit de familie van de boktorren (Cerambycidae). De wetenschappelijke naam van het geslacht werd voor het eerst geldig gepubliceerd in 1923 door Kriesche.

## Soorten
Protilemoides is monotypisch en omvat slechts de volgende soort:
- Protilemoides buergersi Kriesche, 1923